# Майский сельсовет (Башкортостан)
Майский сельсовет ( баш. Майский ауыл советы) — муниципальное образование в Иглинском районе Башкортостана.

## История
Согласно «Закону о границах, статусе и административных центрах муниципальных образований в Республике Башкортостан» имеет статус сельского поселения.

## Население
| 2002 | 2009 | 2010 | 2012 | 2013 | 2014 | 2015 |
| ---- | ---- | ---- | ---- | ---- | ---- | ---- |
| 581  | ↘543 | ↗545 | ↘525 | ↘508 | ↘495 | ↘489 |
| 2016 | 2017 | 2018 |      |      |      |      |
| ↘472 | ↘462 | ↘453 |      |      |      |      |

## Состав сельского поселения
| № | Населённый пункт | Тип населённого пункта       | Население |
| - | ---------------- | ---------------------------- | --------- |
| 1 | Майский          | село, административный центр | ↗356      |
| 2 | Расмикеево       | деревня                      | ↘118      |
| 3 | Амирово          | деревня                      | ↘26       |
| 4 | Подольский       | деревня                      | ↘23       |
| 5 | Новоуфимск       | деревня                      | ↗22       |
| 6 | Суражский        | деревня                      | →0        |

### Упразднённые населённые пункты
- посёлок  Витебский — упразднён в 2005 году (Закон Республики Башкортостан от 20 июля 2005 года № 211-з «О внесении изменений в административно-территориальное устройство Республики Башкортостан в связи с образованием, объединением, упразднением и изменением статуса населённых пунктов, переносом административных центров»).